# Suuretkalliot
Suuretkalliot är en kulle i Finland. Den ligger i Kouvola i landskapet Kymmenedalen, i den södra delen av landet, 130 km öster om huvudstaden Helsingfors. Toppen på Suuretkalliot är 71 meter över havet.
Terrängen runt Suuretkalliot är huvudsakligen platt.  Trakten runt Suuretkalliot är nära nog obefolkad, med mindre än två invånare per kvadratkilometer. Närmaste större samhälle är Anjala, 11,6 km väster om Suuretkalliot. I omgivningarna runt Suuretkalliot växer i huvudsak barrskog.